# Pathompol Charoenrattanapirom
Pathompol Charoenrattanapirom (tiếng Thái: ปฐมพล เจริญรัตนาภิรมย์, sinh ngày 21 tháng 4 năm 1994), còn được biết với tên đơn giản Key (tiếng Thái: มิกกี้), là một cầu thủ bóng đá người Thái Lan thi đấu ở vị trí tiền đạo cho câu lạc bộ Port và đội tuyển quốc gia Thái Lan.

## Sự nghiệp quốc tế
Pathompol Charoenrattanapirom ra mắt đội tuyển Thái Lan vào năm 2021. Anh có tên trong danh sách 30 cầu thủ tham dự AFF Cup 2021.
Trong trận ra quân của đội tuyển Thái Lan tại AFF Cup 2020 gặp Đông Timor, anh vào sân thay người ở hiệp 2 và ghi bàn mở tỷ số, đây cũng là bàn thắng đầu tiên của anh cho đội tuyển.

## Thống kê sự nghiệp

### Quốc tế
Tính đến ngày 30 tháng 1 năm 2024
| Đội tuyển quốc gia | Năm       | Trận | Bàn |
| ------------------ | --------- | ---- | --- |
| Thái Lan           | 2021      | 5    | 1   |
| Thái Lan           | 2022      | 9    | 0   |
| Thái Lan           | 2023      | 5    | 0   |
| Thái Lan           | 2024      | 5    | 0   |
| Tổng cộng          | Tổng cộng | 24   | 1   |

### Bàn thắng quốc tế
Bàn thắng của đội tuyển bóng đá quốc gia Thái Lan được ghi trước.
| #  | Ngày                | Địa điểm                                  | Đối thủ    | Bàn thắng | Kết quả | Giải đấu     |
| -- | ------------------- | ----------------------------------------- | ---------- | --------- | ------- | ------------ |
| 1. | 5 tháng 12 năm 2021 | Sân vận động Quốc gia, Kallang, Singapore | Đông Timor | 1–0       | 2–0     | AFF Cup 2020 |

## Danh hiệu

### Câu lạc bộ
Chiangrai United
- Cúp Hiệp hội Bóng đá Thái Lan (1): 2017
- Thailand Champions Cup (1): 2018